# Голлан, Джон
Джон Голлан (англ. John Gollan; 02.04.1911, Эдинбург — 05.09.1977) — британский коммунистический деятель, генеральный секретарь Коммунистической партии Великобритании в 1956—1975 годах.

## Биография
С 1927 года член КПВ и Лиги коммунистической молодежи.
С 1935 года — генсекретарь Лиги коммунистической молодежи.
С 1939 года — секретарь отделения Северо-Восточной Англии КПВ.
В 1941—1947 годах секретарь — шотландского отделения КПВ.
В 1947—1949 годах помощник генсекретаря КПВ.
В 1949—1954 годах помощник редактора «Дейли уоркер».
В 1954—1956 годах - Национальный организатор КПВ.
В 1956—1975 годах генсек КПВ. 9 марта 1975 года подал в отставку по состоянию здоровья (его преемником стал Гордон Макленнан).